# Jean-René Bernaudeau
Pour les articles homonymes, voir Bernaudeau.
Jean-René Bernaudeau, né le 8 juillet 1956 à Saint-Maurice-le-Girard (Vendée), est un coureur cycliste français, professionnel de 1978 à 1988, et un directeur sportif. Il dirige à compter de 2016 l'équipe Direct Énergie, devenue TotalEnergies, équipe professionnelle qu'il a créée en 2000 (initialement sous le nom de Bonjour), après avoir créé en 1991 l'équipe amateur Vendée U. Son fils Giovanni, a été également coureur professionnel.

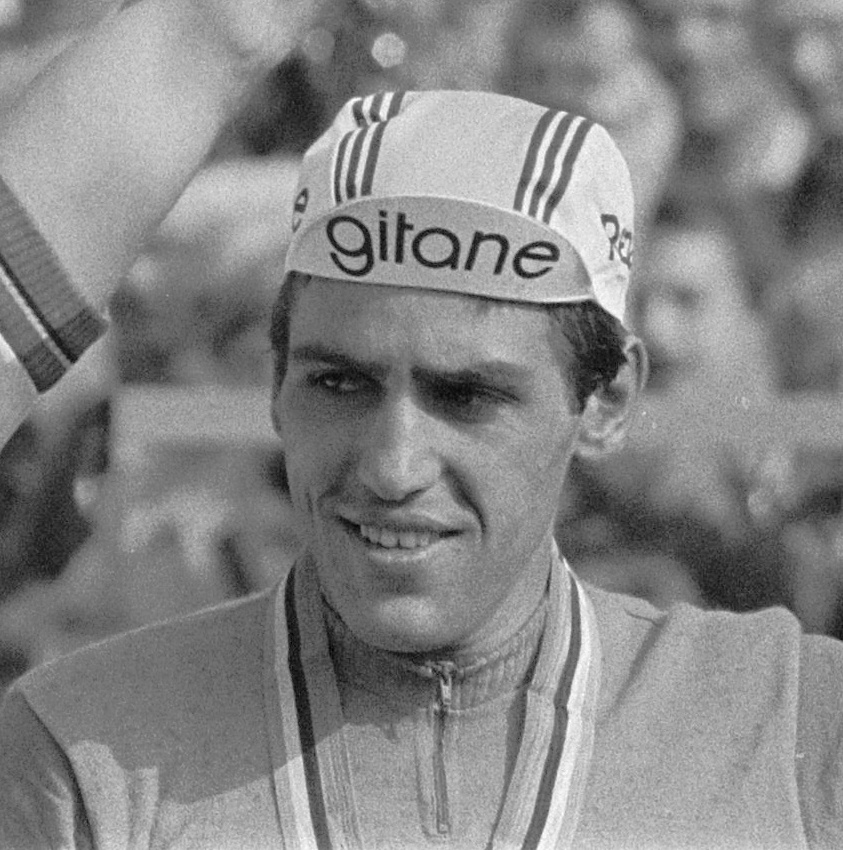
Jean-René Bernaudeau sur le podium du championnat du monde sur route en 1979

## Biographie

### Carrière de coureur cycliste
Au début de sa carrière de coureur, Jean-René Bernaudeau entre dans l'équipe cycliste Renault, dirigée par Cyrille Guimard. Il se révèle rapidement comme un espoir très prometteur, en 1978, il devient vice-champion de France sur route et gagne le trophée Promotion Pernod du meilleur coureur français de moins de 25 ans.
Il est le meilleur coéquipier de Bernard Hinault, lors des victoires de celui-ci sur : 
- le Tour d'Espagne 1978 qu'il termine pour sa part 3e à l'âge de 21 ans 
- le Tour de France 1979 où il est 5e et maillot blanc
- et le Tour d'Italie 1980. 
Il prend la 3e place lors des Championnats du monde sur route 1979 à Valkenburg aux Pays Bas.
La deuxième partie de sa carrière est plus difficile. Il devient en 1981 le leader de l'équipe Peugeot, mais n'arrive pas à confirmer dans les grands tours. Coureur à panache, son profil de rouleur moyen et de bon grimpeur, mais aussi de descendeur exceptionnel, lui permettent surtout d'engranger des succès en début de saison. Il remporte ainsi le Grand Prix du Midi libre en 1980, 1981, 1982 et 1983 et termine second en 1986.
Il termine sa carrière comme capitaine de route de l'équipe Fagor.

### Carrière de directeur sportif
En 1991, Jean-René Bernaudeau fonde la formation Vendée U qui évolue chez les amateurs. En 2000, il crée avec Philippe Raimbaud l'entreprise Vendée Cyclisme SA, et met en place une équipe professionnelle, sponsorisée par Bonjour, journal gratuit de petites annonces, et le groupe Toupargel, spécialisé dans la livraison de produits alimentaires surgelés à domicile.
Le cofondateur de l'équipe, Philippe Raimbaud, démissionne en avril à la suite de désaccords avec Jean-René Bernaudeau, auquel échoit alors la pleine gestion sportive de la formation.
Jean-René Bernaudeau dirige l'équipe sponsorisée successivement par Bonjour-Toupargel, Bonjour, Brioches La Boulangère, Bouygues Telecom, BBox Bouygues Telecom, Europcar et Direct Énergie devenue Total Direct Energie. Son équipe a connu sa plus belle année en 2011 lorsque Thomas Voeckler porte le maillot jaune pendant 10 jours sur le Tour de France.

### Dopage
Devenu directeur sportif, Jean-René Bernaudeau est en 2007 un des membres fondateurs du mouvement pour un cyclisme crédible, qui vise à lutter contre le dopage et s'impose des règles encore plus strictes que celles autorisées par les instances en matière de médicalisation.

## Palmarès

### Palmarès amateur
| - Amateur - 1969-1977 : 67 victoires - 1976 - Circuit des Deux Provinces - Tour de Vendée - Trois Jours de Vendée - Circuit du Bocage vendéen - 2e de Manche-Atlantique - 2e du championnat de France sur route amateurs - 7e de la course en ligne des Jeux olympiques | - 1977 - 2e étape du Ruban granitier breton - Tour de Vendée - Grand Prix de Puy-l'Évêque - 2e du Circuit du Bocage vendéen - 2e du Tour du Béarn - 2e du championnat de France sur route amateurs - 2e du Grand Prix de l'Équipe et du CV 19e - 3e de la Palme d'or Merlin-Plage |  |

### Palmarès professionnel
| - 1978 - Promotion Pernod - 2e de Paris-Camembert - 2e du championnat de France sur route - 3e du Grand Prix de la côte normande - 3e du Tour d'Espagne - 1979 - Paris-Bourges - 3e étape du Tour du Limousin - Classement du meilleur jeune du Tour de France - 2e du Grand Prix de Wallonie - 2e du Prestige Pernod - 3e du Tour du Haut-Var - 3e du Tour du Limousin - 3e du Grand Prix de Fourmies - 3e du Grand Prix de la ville de Rennes - Médaillé de bronze du championnat du monde sur route - 5e du Tour de France - 7e du Critérium du Dauphiné libéré - 1980 - Grand Prix du Midi libre : - Classement général - Prologue et 1re étape - Tour de Vendée - 20e étape du Tour d'Italie - 2e du Critérium national - 2e du Tour de l'Oise - 3e du Grand Prix de la côte normande - 3e du Prestige Pernod - 5e de la Flèche wallonne | - 1981 - Grand Prix du Midi libre : - Classement général - 4e étape - Tour du Tarn - Grand Prix de Monaco - 6e du Tour de France - 1982 - Grand Prix du Midi libre - Tour de Lorraine - 5e étape du Tour de Romandie - 2e du Critérium du Dauphiné libéré - 2e du Tour Midi-Pyrénées - 3e du Prestige Pernod - 10e du Grand Prix de Francfort - 1983 - Grand Prix du Midi libre : - Classement général - 1re étape - 3e du championnat de France sur route - 6e du Tour de France - 1985 - 5e étape du Critérium du Dauphiné libéré - 1986 - Poly Normande - 2e du Grand Prix du Midi libre - 1987 - 2e de Paris-Camembert |  |

## Résultats sur les grands tours

### Tour de France
10 participations
- 1978 : non-partant (18e étape)
- 1979 : 5e,  vainqueur du classement du meilleur jeune,  maillot jaune pendant 1 jour
- 1980 : abandon (18e étape)
- 1981 : 6e
- 1982 : 13e
- 1983 : 6e
- 1984 : non-partant (19e étape)
- 1985 : abandon (12e étape)
- 1986 : 26e
- 1987 : 17e

### Tour d'Espagne
1 participation
- 1978 : 3e

### Tour d'Italie
4 participations
- 1980 : 12e, vainqueur de la 20e étape
- 1983 : 13e
- 1986 : 50e
- 1987 : abandon